# Наша мала тајна
Наша мала тајна (енгл. Our Little Secret) америчка је божићна романтична комедија из 2024. Режију потписује Стивен Херек, по сценарију Хејли Дедоминикс. Главне улоге тумаче Линдси Лохан и Ијан Хардинг. Део је креативног партнерства које је Лохан остварила уз Netflix.

## Радња
Откривши са су њихови партнери брат и сестра, двоје огорчених бивших морају провести Божић под истим кровом и скривати своју љубавну прошлост.

## Улоге
| Глумац          | Улога     |
| --------------- | --------- |
| Линдси Лохан    | Ејвери    |
| Ијан Хардинг    | Логан     |
| Кристин Ченоует | Ерика     |
| Џон Рудницки    | Камерон   |
| Кејти Бејкер    | Кеси      |
| Џејк Бренан     | Калум     |
| Ден Букатински  | Леонард   |
| Тим Медоуз      | Стен      |
| Џуди Рејес      | Маргарет  |
| Еш Сантос       | Софи      |
| Хенри Черни     | Мичел     |
| Боби Икс        | Шерил     |
| Мелинда Танер   | Ајда      |
| Мим Дру         | Сузан     |
| Крис Парнел     | ветеринар |
| Џејд Фернандез  | Холи      |
| Брајан Унгер    | Пол       |